# 10619 Ninigi
10619 Ninigi este un asteroid din centura principală de asteroizi.

## Descriere
10619 Ninigi este un asteroid din centura principală de asteroizi. A fost descoperit pe 27 noiembrie 1997 la Gekko de Tetsuo Kagawa și Takeshi Urata. Asteroidul prezintă o orbită caracterizată de o semiaxă mare de 2,36 ua, o excentricitate de 0,06 și o înclinație de 7,9° în raport cu ecliptica.